# Erik Zimen

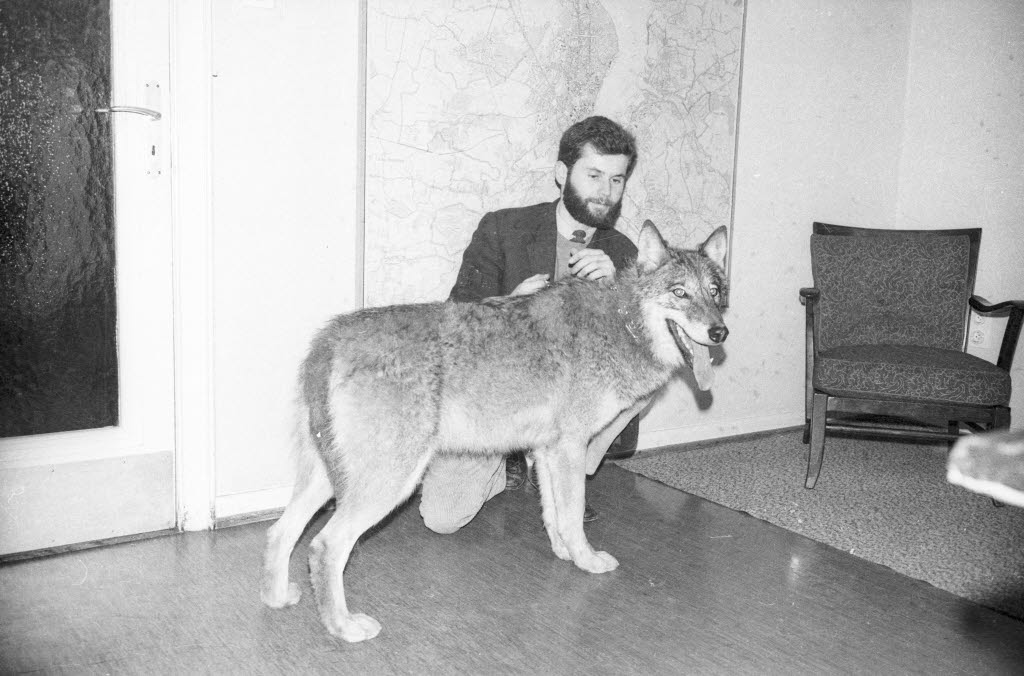
Erik Zimen mit Wolf (1968)

Erik Zimen (* 12. Mai 1941 in Berlin; † 19. Mai 2003 in Grillenöd bei Haarbach, Niederbayern) war ein schwedischer Verhaltensforscher, der insbesondere über die Haustierwerdung und die Verhaltensgenetik der Wölfe und der Haushunde arbeitete. Im Nationalpark Bayerischer Wald und in den Abruzzen betreute er Forschungsprojekte mit Wölfen. Populär wurde Erik Zimen als Buchautor und Dokumentarfilmer.
Er galt als der bedeutendste Wolfsexperte und als einer der kenntnisreichsten Kynologen Deutschlands. In einem Nachruf verglich die Frankfurter Allgemeine Zeitung ihn mit der „Schimpansenmutter“ Jane Goodall und dem „Graugansvater“ Konrad Lorenz. Zimen war aktives Mitglied des Ökologischen Jagdvereins Bayern (ÖJV Bayern).

## Forschungsprojekte
Erik Zimen wurde in Berlin geboren, wo sein Vater, gebürtiger Schwede, am Hahn-Meitner-Institut beschäftigt war. Zimens Großvater, Gottlieb Haberlandt, gilt als Begründer der physiologischen Anatomie. Erik wuchs in Schweden auf, lebte seit 1971 wieder überwiegend in den deutschsprachigen Ländern und studierte in Zürich Zoologie und Ethnologie und promovierte beim Haustierexperten Professor Wolf Herre am Institut für Haustierkunde an der Christian-Albrechts-Universität zu Kiel über das Verhalten von Pudeln und Wölfen (Vergleichende Verhaltensbeobachtungen an Wölfen und Königspudeln, Diss. 1970). Zeitweise verantwortete er auch den „Haustiergarten“ des Instituts. Schon für seine Doktorarbeit, begonnen Anfang 1967, verpaarte Zimen Wölfe und Königspudel, da er auch das Verhalten von deren Nachkommen – den sogenannten Puwos – untersuchen wollte. Untersucht wurde in Kiel zudem das Verhalten der nachfolgenden Generation aus der Verpaarung der Puwos untereinander. Zimen und seine erste Frau Dagmar lebten damals „einige Jahre lang inmitten eines Wolfsrudels und einer Pudelgruppe“. Als Ergebnis seiner Studien hielt Zimen u. a. fest, dass das Verhalten der Hunde keinesfalls als „ein negativer Ausfall artspezifischen Verhaltens“ der Wölfe gedeutet werden dürfe. Es sei vielmehr sehr wahrscheinlich, dass die Domestikation des Wolfes „eine neue Qualität“ des Verhaltens beim Haushund hervorgebracht habe. Er vermutete, dass die Stammform der heutigen Hunde weniger menschenscheu gewesen sei als die heutigen Wölfe, aber scheuer als unsere Hunde: „Heute kennen wir nur die beiden Extremformen der Entwicklung: den wilden Wolf und den zahmen Hund.“ Die relativ leichte Formbarkeit des Verhaltensmerkmals Zutraulichkeit–Scheuheit „war demnach nicht nur die Voraussetzung dafür, dass der Wolf bis heute trotz aller Verfolgung überleben konnte, sondern auch dafür, dass er einst zum Hund wurde“.
Ab 1971 war Erik Zimen Mitarbeiter von Konrad Lorenz am Max-Planck-Institut für Verhaltensphysiologie in Seewiesen. Allerdings wurden seine Wölfe aus Rücksicht auf die vielen freilebenden Gänse und Enten nicht in deren unmittelbarer Nähe untergebracht, sondern im neugegründeten Nationalpark Bayerischer Wald. Dort konnte Zimen sieben Jahre lang das soziale Verhalten der Tiere im Rudel unter nahezu optimalen Bedingungen studieren. Daneben reiste er immer wieder nach Italien, um in den Abruzzen im Auftrag des WWF die Ökologie der letzten dort lebenden Wölfe zu erforschen und Maßnahmen zu ihrem Schutz auszuarbeiten. 1978 bis 1986 war er am Lehrstuhl für Biogeographie der Universität des Saarlandes in Saarbrücken angestellt.
2002 gründete Zimen in Grillenöd gemeinsam mit Michael Grewe das CANIS Zentrum für Kynologie als Akademie für Hundeausbilder. 2003 starb er im Alter von 62 Jahren infolge eines Gehirntumors. Seinem Wunsch folgend, wurde auf dem Hof Grillenöd eine Begegnungsstätte für Kinder und Jugendliche eingerichtet.

## Schriften (Auswahl)
- Der Wolf: Verhalten, Ökologie und Mythos. Das Vermächtnis des bekannten Wolfsforschers Erik Zimen. Neuauflage, Kosmos, 2003, ISBN 3-4400-9742-0.
- Der Hund. Abstammung, Verhalten, Mensch und Hund. Goldmann, 1992, ISBN 3-4421-2397-6.
- Wölfe. Tessloff Verlag (Reihe: Was ist Was, Band 104), aktualisierte Auflage 2010, ISBN 978-3-7886-0667-1.
- Wölfe und Königspudel. Vergleichende Verhaltensbeobachtungen. Piper, 1971, ISBN 3-4920-1921-8.
- The Red Fox. Symposium on Behaviour and Ecology. Springer, 1980, ISBN 9-0619-3219-X.

## Filme
- Wildwege
- Wolfsspuren
- Der lange Weg
- Ein Stall voll Tiere
- Der Wolf von Lillehammer

## Belege
1. ↑  Ehrenpreis für den Wolfsforscher Dr. Erik Zimen. (Memento vom 24. Januar 2015 im Internet Archive). Im Original publiziert auf wasistwas.de, 2003.
2. ↑  Im Rudel sozialisiert. (Memento vom 7. Juni 2013 im Internet Archive). Nachruf von Joachim Müller-Jung, im Original publiziert auf faz.net vom 21. Mai 2003.
3. ↑  Nachruf für Dr. Erik Zimen – Ökologischer Jagdverband Bayern. In: Ökologischer Jagdverein Bayern e. V. Abgerufen am 24. Mai 2022.
4. ↑   Biografische Notiz zu Erik Zimen bei Random House (Memento vom 17. Juli 2015 im Internet Archive)
5. 1 2  Zimen, Der Hund, 1988.
6. ↑  Hof Grillenöd. Abgerufen am 24. Mai 2022.

| Personendaten    | Personendaten                        |
| ---------------- | ------------------------------------ |
| NAME             | Zimen, Erik                          |
| KURZBESCHREIBUNG | schwedischer Verhaltensforscher      |
| GEBURTSDATUM     | 12. Mai 1941                         |
| GEBURTSORT       | Berlin                               |
| STERBEDATUM      | 19. Mai 2003                         |
| STERBEORT        | Grillenöd bei Haarbach, Niederbayern |